# 로버트 J. 실러
로버트 제임스 실러(Robert James Shiller, 1946년 3월 29일 ~ )는 미국의 경제학자로, 예일 대학교의 교수이다. 2013년 노벨 경제학상을 수상했다.
실러는 1982년부터 Yale에서 가르쳤고 이전에는 와튼 스쿨과 미네소타 대학교에서 교수직을 역임했으며, 런던 정치경제대학교에서 자주 강의하기도 했다. 행동경제학에서 부동산, 위험관리에 이르기까지 다양한 경제 주제에 대해 글을 썼으며 1991년부터 리처드 세일러와 함께 행동 금융에 관한 NBER 워크샵을 공동 주최했다.
1981년 당시 경제학계의 지배적인 견해였던 효율적 시장 가설에 도전한 논문을 발표했다. 합리적인 주식 시장에서 투자자들은 현재 가치로 할인된 미래 배당금의 예상 수령액을 기준으로 주가를 책정할 것이라고 주장했다. 실러는 주식 시장의 변동성이 미래에 대한 합리적인 견해로 설명할 수 있는 것보다 더 크다고 결론지었다.
뉴욕 타임스 베스트셀러인 그의 책 《비이성적 과열》(2000)에서는 주식 시장이 2000년 3월(시장 최고점의 바로 그 높이)에 버블이 되어 급격한 하락으로 이어질 수 있다고 경고했다.